# Skara högre flickskola
Skara högre flickskola var en flickskola i nuvarande Skara kommun. Skolbyggnaden stod färdig 1884 och skolan lades ner 1968.

## Historia
Högre Flickskolan i Skara
Flera privata flickskolor bildades i Skara under 1800-talet. Fler kvinnor började arbeta inom sektorer som krävde bättre utbildning än folkskolan kunde erbjuda. Kvinnor blev  post- telegraf- och bankanställda och arbetade med vårdyrken och som lärare. Läroverken var stängda för flickor. 1878 förenades tre små skolor och bildade Högre Flickskolan i Skara. Skolbyggnaden började byggas och 1884 stod skolan klar. Huset kallas Tengbomska huset och ligger på Gunnar Wennerbergsgatan. Ett annex för husliga ämnen stod färdigt 1902 och ett gymnastikhus var färdigt 1909. 

### Undervisning och ledning på skolan
Undervisningen var grundlig. Då skolan hade färre elever uppmärksammades elevernas prestationer bättre. Ordningsreglerna var stränga, smink och skor utan tåhättor tilläts inte. Skolan ordnade insamlingar bland annat genom att anordna baler i gymnastikhuset. Förhållandet mellan eleverna och lärarna var gott, lärarnas undervisning byggde på engagemang. Att vara lärare eller rektor vid flickskolor var ofta en livsstil. Ledningen för skolan bestod av styrelse, en inspektor och en rektor fram till 1958 då de lokala styrelserna för skolor avvecklades och alla skolor inordnades under den kommunala skolstyrelsen. Skolan var de flesta åren sjuårig, men när flickor fick söka till gymnasiet lämnade många av eleverna flickskolan efter fem eller sex års studier. I de förberedande klasser gick i början även pojkar. Undervisning av pojkar avskaffades då seminariets övningsskola byggdes ut.  

### Elevavgifter
Elevavgifterna var ett bekymmer eftersom skolan var delfinansierad av avgifter, Höjda avgifter resulterade i färre  elever.  På grund av höga elevavgifter, den ekonomiska krisen under 1930-talet minskade elevantalet. 1929 fick flickor rätt att studera på de statliga läroverken, och läroverken hade lägre avgifter. I detta läge tog kommunen 1935 över skolan  och skolan hette sedan Skara kommunala flickskola. Grundskolans genomförande innebar att flickskolorna underlaget för flickskolan minskade och 1968 lades skolan ner.

### Personal
Katarina Een var rektor i Skara 1935 till 1952. Brita Salomon-Johansen, blev rektor vid skolan 1952 och var rektor åtminstone till 1963.

### Användning av byggnaden efter 1968
Efter att flickskolan stängdes har byggnaden fortsatt att fungera som skolbyggnad, samt musikskola. Sedan 2002 huserar Friskolan Metis i lokalerna.